# Anodontites
Anodontites је род слатководних шкољки из породице Mycetopodidae.

## Врсте
Врсте у оквиру рода Anodontites:
- Anodontites aroana H.B. Baker, 1930
- Anodontites carinata (Dunker, 1858)
- Anodontites colombiensis Marshall, 1922
- Anodontites crispata Bruguière, 1792
- Anodontites cylindracea (Lea, 1838)
- Anodontites depexus (Martens, 1900)
- Anodontites elongata (Swainson, 1823)
- Anodontites ferrarisii (d'Orbigny, 1835)
- Anodontites guanarensis Marshall, 1927
- Anodontites iheringi (Clessin, 1882)
- Anodontites inaequivalva (Lea, 1868)
- Anodontites infossus H.B. Baker, 1930
- Anodontites leotaudi (Guppy, 1866)
- Anodontites lucida (d'Orbigny, 1835)
- Anodontites moricandii (Lea, 1860)
- Anodontites obtusa (Spix & Wagner, 1827)
- Anodontites patagonica (Lamarck, 1819)
- Anodontites pittieri Marshall, 1922
- Anodontites schomburgianus (Sowerby, 1870)
- Anodontites solenidea (Sowerby, 1867)
- Anodontites tehuantepecensis (Crosse & Fischer, 1893)
- Anodontites tenebricosa (Lea, 1834)
- Anodontites tortilis (Lea, 1852)
- Anodontites trapesialis (Lamarck, 1819)
- Anodontites trapezea (Spix & Wagner, 1827)
- Anodontites trigona (Spix & Wagner, 1827)

## Синоними
- Patularia Swainson, 1840
- Glabaris Gray, 1847
- Haplothaerus Conrad, 1874
- Euryanodon Crosse & Fischer, 1894
- Pseudoleila Crosse & Fischer, 1894
- Pachyanodon Martens, 1900
- Scolianodon Martens, 1900
- Styganodon Martens, 1900
- Ruganodontites Marshall, 1931